# Mezinárodní vodstvo Evropy
Mezinárodní vodstvo je:

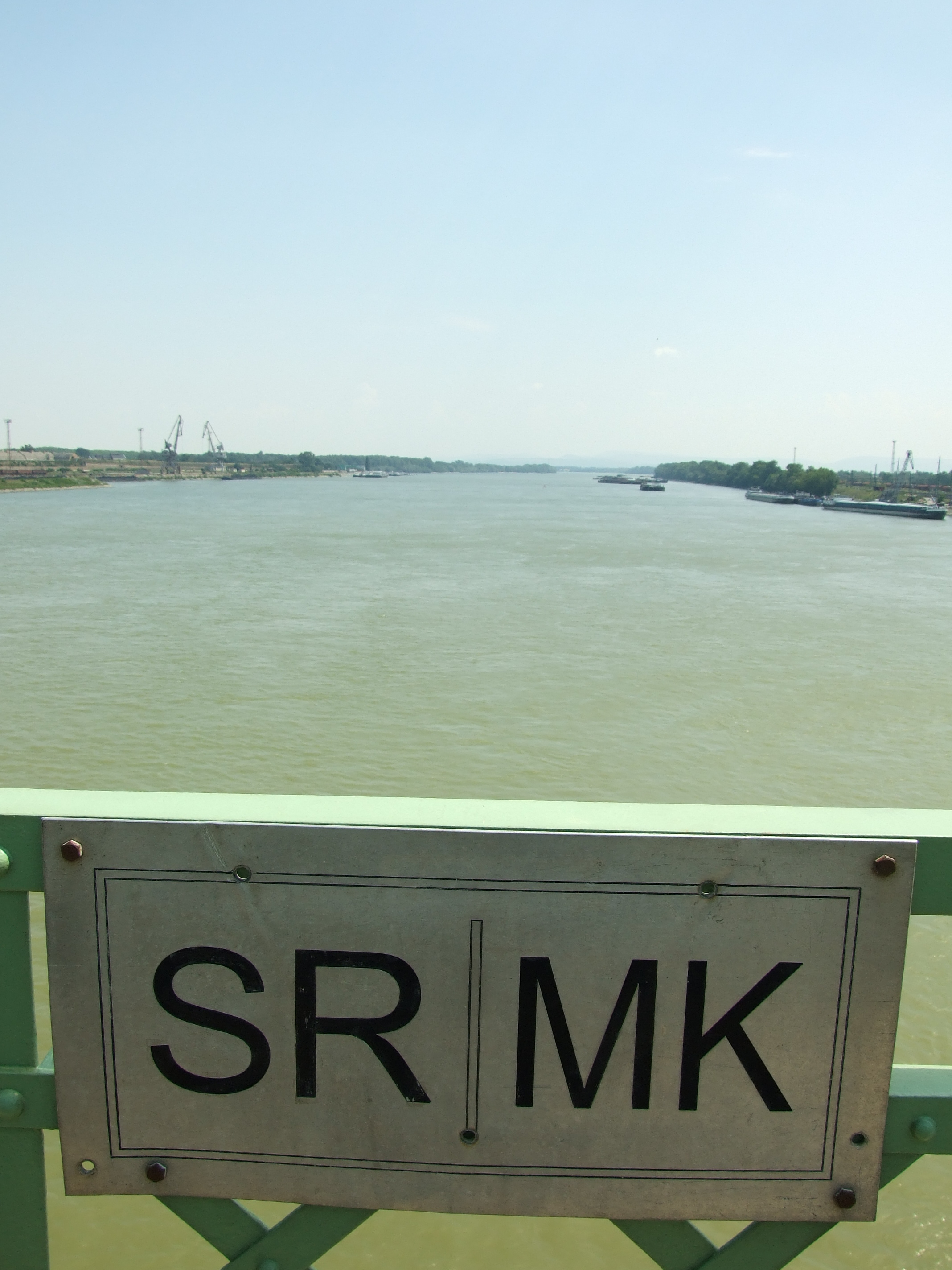
Ilustrační foto: Hraniční přechod přes Dunaj v Komárně

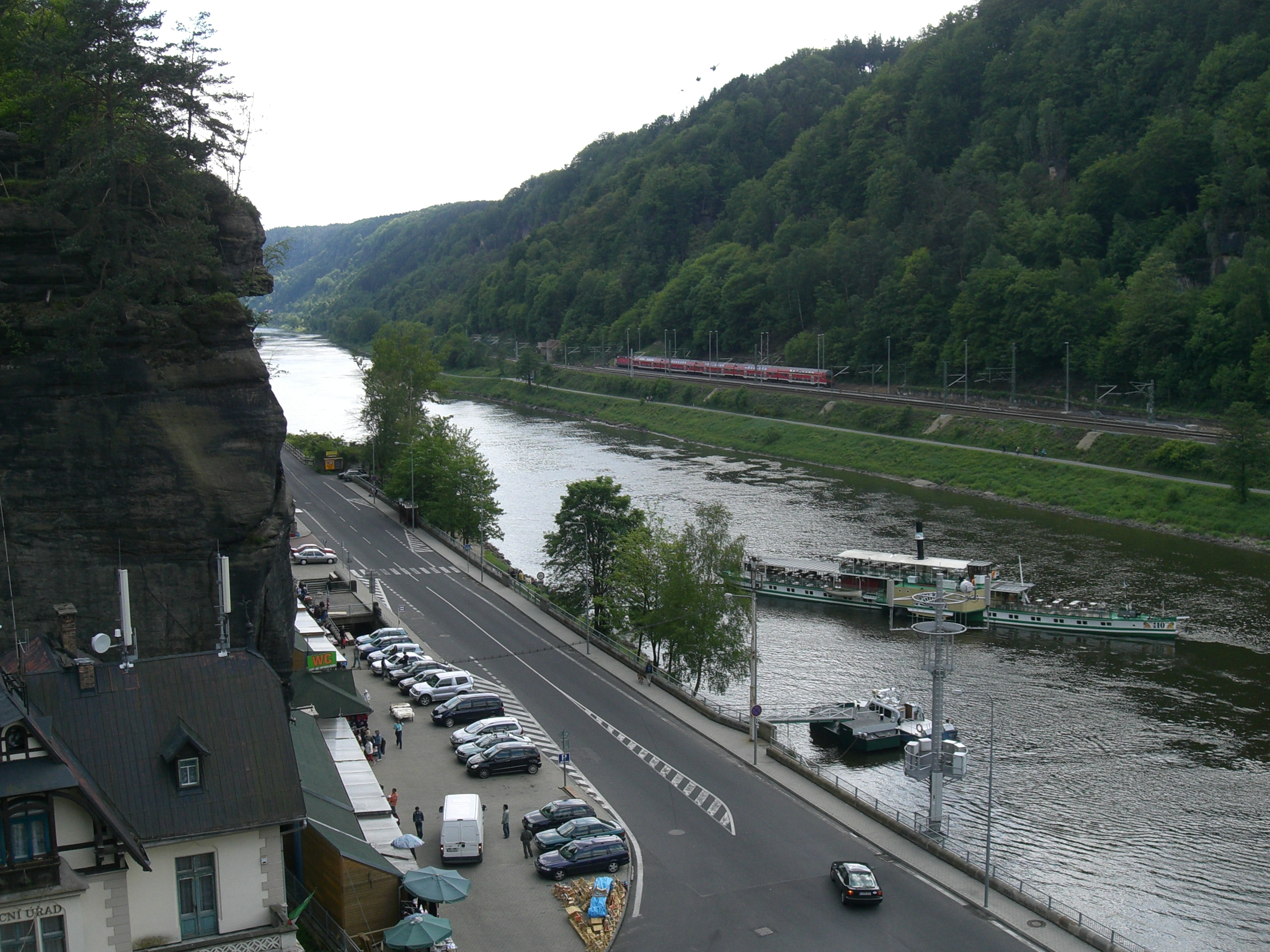
Ilustrační foto:Labe v Hřensku

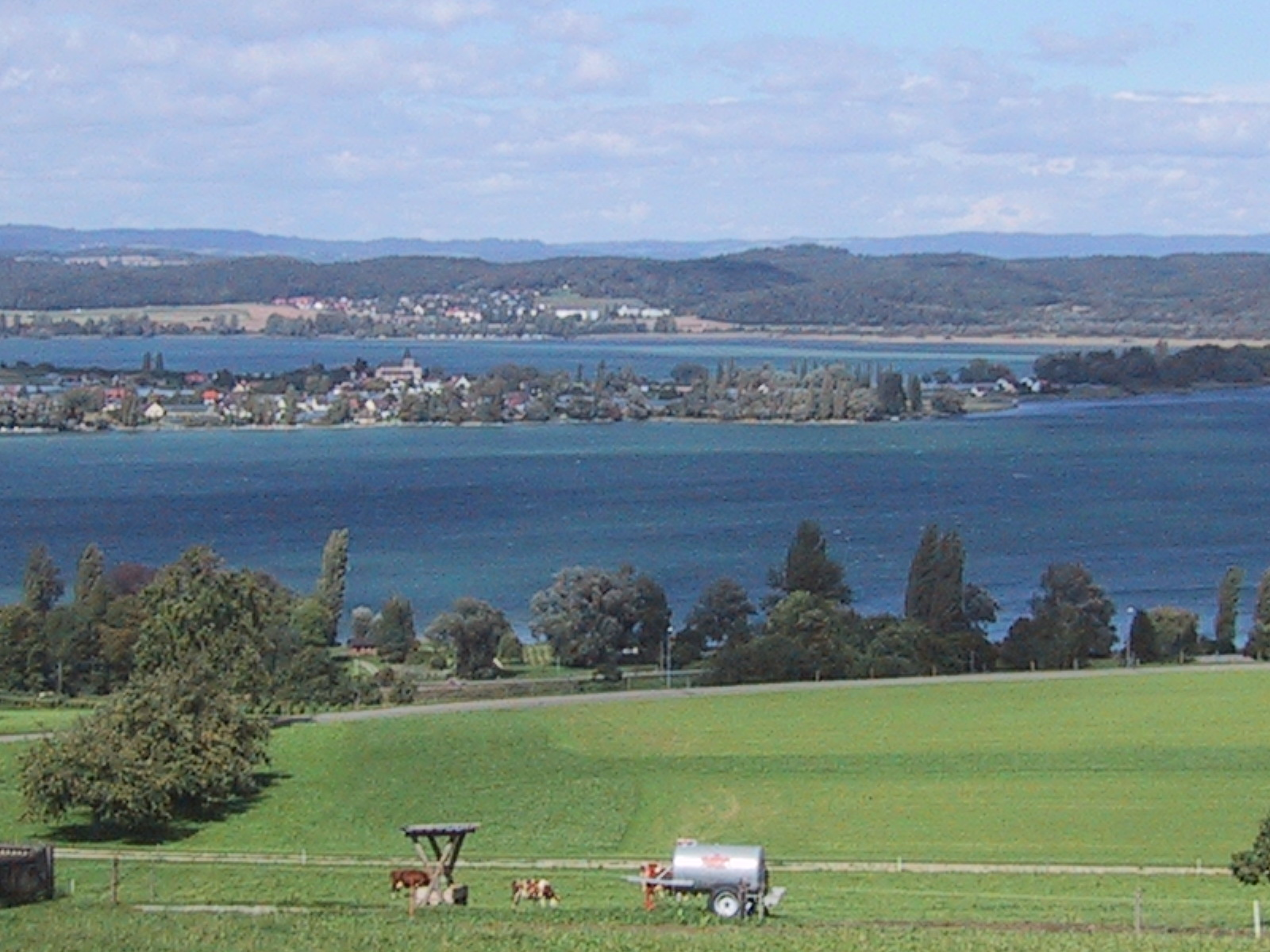
Ilustrační foto: Bodamské jezero, pohled ze švýcarské strany

- vodstvo, tvořící státní hranici mezi dvěma státy
- vodstvo, protínající státní hranici
- vodstvo, kterým prochází, a/nebo se jej dotýká státní hranice více států

Níže je uveden seznam pro uložení základních informací o řekách, potocích, jezerech, rybnících, přehradních nádržích, různých říčních ramenech (slepá, ramena říčních delt) a podobně, zálivech a dalších vodních ploch, tvořících hranice mezi státy v Evropě, tyto hranice protínající a vodních ploch, kterými prochází, a/nebo se jich dotýká státní hranice více států. Tento článek je volně doplnitelný seznam, umožňující rychlejší vyhledávání případně rychlou informaci o tom, že příslušný článek dosud neexistuje (pokud je daný pojem červený). Pro značný rozsah budou utvořeny ještě články Mezinárodní vodstvo Asie, Mezinárodní vodstvo Afriky a Mezinárodní vodstvo Amerik.
Státy, jichž se seznam týká, jsou seřazeny následovně: 1. Česko, dále podle abecedy: 2. Albánie 3. Andorra 4. Arménie 5. Ázerbájdžán 6. Belgie 7. Bělorusko 8. Bosna a Hercegovina 9. Bulharsko 10. Černá Hora 11. Dánsko 12. Estonsko 13. Finsko 14. Francie 15. Gruzie 16. Chorvatsko 17. Irsko 18. Island 19. Itálie (Kaliningradská oblast Ruska) 20. Kazachstán 21. Kosovo 22. Kypr 23. Lichtenštejnsko 24. Litva 25. Lotyšsko 26. Lucembursko 27. Maďarsko 28. Severní Makedonie 29. Malta 30. Moldavsko 31. Monako 32.Německo 33. Nizozemsko 34. Norsko 35. Polsko 36. Portugalsko 37. Rakousko 38. Rumunsko 39. Rusko 40. Řecko 41. San Marino 42. Slovensko 43. Slovinsko 44. Spojené království 45. Srbsko 46. Španělsko 47. Švédsko 48. Švýcarsko 49. Turecko 50. Ukrajina 51. Vatikán.

## Vodstvo tvořícístátní hranici Česka
Česko sousedí s těmito státy: s Německem, s Polskem, se Slovenskem a s Rakouskem.

### Vodstvo tvořící státní hranici Česka s Německem
- Kouba (Chamb)
- Bayerische Schwarzach
- Röhlingbach
- Ohře
- Südliche Regnitz
- Křinice
- Mandava
- Sebnice
- Spréva
- Chodská Úhlava

### Vodstvo protínající státní hranici Česka s Německem
- Labe
- Černá (přítok Zwickauer Mulde)
- Bílý Halštrov
- Odrava (řeka)
- Svatava (řeka)
- Svitavka (řeka)

### Vodstvo tvořící státní hranici Česka s Polskem
- Jizera
- Divoká Orlice
- pravý přítok řeky Osoblahy
- Opavice
- Opava (řeka)
- Odra
- Olše (řeka)

### Vodstvo protínající státní hranici Česka s Polskem
- Smědá

### Vodstvo tvořící státní hranici Česka se Slovenskem
- Morava (řeka)

### Vodstvo tvořící státní hranici Česka s Rakouskem
- Malše
- Steinbach
- Dyje

### Vodstvo protínající státní hranici Česka s Rakouskem
(Andorra viz Francie a Španělsko)

## Vodstvo tvořící státní hranici Albánie
Albánie sousedí s těmito státy: s Černou Horou, s Kosovem, s Severní Makedonií a s Řeckem.

### Vodstvo tvořící státní hranici Albánie s Černou Horou
- Skadarské jezero

### Vodstvo protínající státní hranici Albánie s Kosovem
- Bílý Drin

### Vodstvo tvořící státní hranici Albánie se Severní Makedonií
- Ohridské jezero

### Vodstvo protínající státní hranici Albánie se Severní Makedonií
- Černý Drin

## Vodstvo tvořící státní hranici Belgie
Belgie sousedí s těmito státy: s Francií (seznam viz Francie), s Lucemburskem (seznam viz Lucembursko), s Německem (seznam viz Německo) a s Nizozemskem.

### Vodstvo tvořící státní hranici Belgie s Nizozemskem
- Máza

## Vodstvo tvořící státní hranici Běloruska
Bělorusko sousedí s těmito státy: s Litvou (seznam viz Litva), s Lotyšskem (seznam viz Lotyšsko), s Ruskem, s Ukrajinou a s Polskem (seznam viz Polsko).

## Vodstvo tvořící státní hranici Bosny a Hercegoviny
Bosna a Hercegovina (dále jen BIH) sousedí s těmito státy: s Chorvatskem (seznam viz Chorvatsko), se Srbskem (seznam viz Srbsko) a s Černou Horou.

## Vodstvo tvořící státní hranici Bulharska
Bulharsko sousedí s těmito státy: s Rumunskem (seznam viz Rumunsko), se Srbskem (seznam viz Srbsko), se Severní Makedonií, s Řeckem a s Tureckem.

## Vodstvo tvořící státní hranici Černé Hory
Černá Hora sousedí s těmito státy: s Chorvatskem (seznam viz Chorvatsko), Bosnou a Hercegovinou (seznam viz Bosna a Hercegovina), Srbskem (seznam viz Srbsko), Albánii (seznam viz Albánie) a s Kosovem.

## Vodstvo tvořící státní hranici Dánska
Dánsko sousedí s těmito státy: jedinou suchou hranici má Dánsko s Německem (seznam viz Německo).

## Vodstvo tvořící státní hranici Estonska
Estonsko sousedí s těmito státy: s Ruskem a s Lotyšskem (seznam viz Lotyšsko).

### Vodstvo tvořící státní hranici Estonska s Ruskem
- Čudské jezero
- Narva
- Piusa
- Pskovské jezero
- Teplé jezero

## Vodstvo tvořící státní hranici Finska
Finsko sousedí na souši s Ruskem, Švédskem a s Norskem.

## Vodstvo tvořící státní hranici Francie (EU)
Francie sousedí (území na Evropském kontinentu) suchou hranicí s těmito státy: s Německem (seznam viz Německo), se Švýcarskem (seznam viz Švýcarsko), s Itálií, s Monakem (žádné významnější vodstvo hranici netvoří), se Španělskem, s Andorrou (žádné významnější vodstvo hranici netvoří), s Belgií a s Lucemburskem.

### Vodstvo protínající státní hranici Francie s Belgií
- Sambre
- Máza
- Semois
- Leie

## Vodstvo tvořící státní hranici Chorvatska
Chorvatsko sousedí s těmito státy: se Slovinskem (seznam viz Slovinsko), s Maďarskem (seznam viz Maďarsko), se Srbskem, s Bosnou a Hercegovinou a s Černou Horou.

### Vodstvo tvořící státní hranici Chorvatska se Srbskem
- Dunaj

## Vodstvo tvořící státní hranici Irska
Irská republika má suchou hranici pouze se Spojeným královstvím Velké Británie a Severního Irska.

## Island
- Island je ostrovní stát.

## Vodstvo tvořící státní hranici Itálie
Itálie sousedí s těmito státy: s Francií, se Švýcarskem (seznam viz Švýcarsko), s Rakouskem a se Slovinskem. Uvnitř Itálie leží dva městské státy: Vatikán (žádné významné vodstvo hranici netvoří) a San Marino (žádné významné vodstvo hranici netvoří).

Kaliningradská oblast je ruská exkláva ve východní Evropě, hraničící s Litvou (seznam viz Litva) a s Polskem (seznam viz Polsko).

## Vodstvo tvořící státní hranici Kosova
Kosovo je území, o jehož postavení se stále vedou spory na mezinárodní půdě. Kosovo sousedí s Albánií (seznam viz Albánie), Severní Makedonií (seznam viz Severní Makedonie), Černou Horou (seznam viz Černá Hora) a Srbskem (seznam viz Srbsko).

## Vodstvo tvořící státní hranici v Kypru
Ostrov Kypr je fakticky rozdělen na čtyři části:
1. území skutečně ovládané mezinárodně uznávanou Kyperskou republikou (jižní část ostrova),
2. území ovládané pouze Tureckem uznanou Severokyperskou tureckou republikou (severní část ostrova),
3. Nárazníkovou zónu OSN, táhnoucí se okolo tzv. Zelené linie, pod kontrolou OSN a oddělující území skutečně ovládané Kyperskou republikou od Severokyperské turecké republiky, a
4. dvě vojenské základny Akrotiri a Dekelia, které jsou součástí Spojeného království (jižní část ostrova).

### Vodstvo protínající státní hraniciKyperské republikyseSeverokyperskou tureckou republikou
- Pedieos
- Serrachis
- Ovgos
- Yiallas
- Akaki

Poznámka: v souvislosti se zhoršenou ekologickou situací (vykácení lesů v minulosti) v současné době řeky na Kypru mimo zimní období vysychají.

## Vodstvo tvořící státní hranici Lichtenštejnska
Lichtenštejnsko hraničí se Švýcarskem (seznam viz Švýcarsko) a s Rakouskem (seznam viz Rakousko).

## Vodstvo tvořící státní hranici Litvy
Litva sousedí s těmito státy: s Lotyšskem, s Běloruskem, s Polskem a ruskou Kaliningradskou oblastí.
Viz článek Mezinárodní vodstvo v Litvě

### Sledujte také
- Řeky v Litvě

## Vodstvo tvořící státní hranici Lotyšska
Lotyšsko sousedí s těmito státy: s Litvou (seznam viz Litva), s Běloruskem, s Ruskem a s Estonskem.

### Vodstvo tvořící státní hranici Lotyšska s Běloruskem
- jezero Ryču
- jezero Sita
- jezero Beļanu ezers
- Borne

### Vodstvo tvořící státní hranici Lotyšska s Estonskem
- Gauja/Koiva

### Vodstvo protínající státní hranici Lotyšska s Estonskem
- Melnupe/Peetri
- Pedele/Pedeli
- Reiu
- Vaidava

## Vodstvo tvořící státní hranici Lucemburska
Lucembursko sousedí s těmito státy: s Belgií, s Německem (seznam viz Německo) a s Francií (seznam viz Francie).

### Vodstvo protínající státní hranici Lucemburska s Belgií
- Sauer (přítok Mosely)

## Vodstvo tvořící státní hranici Maďarska
Maďarsko hraničí s Rakouskem (seznam viz Rakousko), se Slovinskem, s Chorvatskem, se Srbskem, s Rumunskem, s Ukrajinou a se Slovenskem (seznam viz Slovensko).

## Vodstvo tvořící státní hranici Severní Makedonie
Severní Makedonie hraničí s Kosovem, se Srbskem (seznam viz Srbsko), s Bulharskem (seznam viz Bulharsko), s Řeckem (seznam viz Řecko) a s Albánií (seznam viz Albánie).

### Vodstvo protínající státní hranici Severní Makedonie se Kosovem
- Malta je ostrovní stát.
- Monako: žádné významné vodstvo suchozemskou hranici netvoří ani neprotíná.

## Vodstvo tvořící státní hranici Moldavska
Moldavsko hraničí s Rumunskem (seznam viz Rumunsko) a s Ukrajinou (seznam viz Ukrajina).

## Vodstvo tvořící státní hranici Německa
Německo hraničí s Polskem (seznam viz Polsko), s Českem (seznam viz Česko), s Rakouskem, se Švýcarskem, s Francií, s Lucemburskem, s Belgií, s Nizozemskem a s Dánskem.

### Vodstvo tvořící státní hranici Německa s Rakouskem
- Salzach
- Inn
- Dunaj

### Vodstvo tvořící státní hranici Německa se Švýcarskem
- Rýn

### Vodstvo tvořící státní hranici Německa s Francií
- Rýn
- Lauter (přítok Rýnu)
- Sára (řeka)

### Vodstvo tvořící státní hranici Německa s Lucemburskem
- Mosela
- Sauer (přítok Mosely)
- Our (přítok Saueru)

### Vodstvo tvořící státní hranici Německa s Belgií
- Our (přítok Saueru)

### Vodstvo protínající státní hranici Německa s Nizozemskem
- Rýn

## Vodstvo tvořící státní hranici Nizozemska
Nizozemsko hraničí s Německem(seznam viz Německo) a s Belgií (seznam viz Belgie).

## Vodstvo tvořící státní hranici Norska
Norsko hraničí se Švédskem (seznam viz Švédsko), s Ruskem, a s Finskem (seznam viz Finsko).

## Vodstvo tvořící státní hranici Polska
Polsko hraničí s Německem, s Českem (seznam viz Česko), se Slovenskem (seznam viz Slovensko), s Ukrajinou, s Běloruskem, s Litvou (seznam viz Litva) a Ruskem (Kaliningradská oblast).

### Vodstvo tvořící státní hranici Polska s Německem
- Lužická Nisa
- Odra
- jezero/záliv (Štětínského zálivu) Nowowarpieńské jezero
- Štětínský záliv

### Vodstvo tvořící státní hranici Polska s Ukrajinou
- Západní Bug

### Vodstvo tvořící státní hranici Polska s Běloruskem
- Západní Bug

### Vodstvo tvořící státní hranici Polska s Kaliningradskou oblastí
- Vislanský záliv

## Vodstvo tvořící státní hranici Rakouska
Rakousko hraničí s Německem (seznam viz Německo), s Českem (seznam viz Česko), se Slovenskem (seznam viz Slovensko), s Maďarskem, se Slovinskem, s Itálií, se Švýcarskem a s Lichtenštejnskem (žádné významnější vodstvo hranici netvoří).

### Vodstvo tvořící státní hranici Rakouska s Švýcarskem
- Rýn

### Vodstvo protínající státní hranici Rakouska s Lichtenštejnskem
- Samina

## Vodstvo tvořící státní hranici Rumunska
Rumunsko hraničí s Maďarskem (seznam viz Maďarsko), se Srbskem (seznam viz Srbsko), s Bulharskem, s Ukrajinou (seznam viz Ukrajina) a s Moldavskem.

### Vodstvo tvořící státní hranici Rumunska s Bulharskem
- Dunaj

### Vodstvo protínající státní hranici Rumunska s Moldavskem
- Dunaj

## Vodstvo tvořící státní hranici Řecka
Řecko hraničí s Albánií (seznam viz Albánie), se Severní Makedonií, s Bulharskem (seznam viz Bulharsko) a s Tureckem.

### Vodstvo protínající státní hranici Řecka s Tureckem
San Marino: žádné významné vodstvo suchozemskou hranici netvoří ani neprotíná.

## Vodstvo tvořící státní hranici Slovenska
Slovensko hraničí s Českem (seznam viz Česko), s Rakouskem, s Maďarskem, s Ukrajinou (žádné významnější vodstvo hranici netvoří) a s Polskem.

### Vodstvo tvořící státní hranici Slovenska s Rakouskem
- Morava (řeka)
- Dunaj

### Vodstvo tvořící státní hranici Slovenska s Maďarskem
- Dunaj
- Ipeľ
- Hornád
- Roňava
- Hornoberecký kanál
- Tisa

### Vodstvo tvořící státní hranici Slovenska s Polskem
- Orava (přehrada)
- Biela Voda
- Dunajec
- Poprad (řeka)

### Vodstvo protínající státní hranici Slovenska s Ukrajinou
- Uh

## Vodstvo tvořící státní hranici Slovinska
Slovinsko hraničí s Rakouskem (seznam viz Rakousko), s Maďarskem (seznam viz Maďarsko), s Chorvatskem a s Itálií (seznam viz Itálie).

## Vodstvo tvořící státní hranici Spojeného království
Spojené království Velké Británie a Severního Irska má v Evropě suchou hranici pouze s Irskou republikou (seznam viz Irsko).

## Vodstvo tvořící státní hranici Srbska
Srbsko hraničí s Maďarskem (seznam viz Maďarsko), s Rumunskem, s Bulharskem, se Severní Makedonií, s Černou Horou, s Albánií nebo mezinárodně plně neuznaným Kosovem, s Bosnou a Hercegovinou a s Chorvatskem (seznam viz Chorvatsko).

### Vodstvo tvořící státní hranici Srbska s Rumunskem
- Dunaj

## Vodstvo tvořící státní hranici Španělska
Španělsko hraničí s Portugalskem, s Andorrou, s Francií (seznam viz Francie) a s Gibraltarem (žádné významnější vodstvo hranici netvoří).

### Vodstvo protínající státní hranici Španělska s Andorrou
- Valira

## Vodstvo tvořící státní hranici Švédska
Švédsko hraničí s Norskem a s Finskem (seznam viz Finsko).

## Vodstvo tvořící státní hranici Švýcarska
Švýcarsko hraničí s Lichtenštejnskem, s Rakouskem (seznam viz Rakousko), s Německem (seznam viz Německo), s Francií a s Itálií.

### Vodstvo tvořící státní hranici Švýcarska s Lichtenštejnskem
- Rýn

## Vodstvo tvořící státní hranici Ukrajiny
Ukrajina hraničí s Maďarskem (seznam viz Maďarsko), Slovenskem(seznam viz Slovensko), s Polskem(seznam viz Polsko), s Běloruskem (seznam viz Bělorusko), s Ruskem, s Moldavskem, a s Rumunskem.

### Vodstvo tvořící státní hranici Ukrajiny s Moldavskem
- Dněstr

### Vodstvo tvořící státní hranici Ukrajiny s Rumunskem
- Dunaj

### Vodstvo protínající státní hranici Ukrajiny s Rumunskem
Vatikán: žádné významné vodstvo suchozemskou hranici netvoří ani neprotíná.

## Vodstvo, kterým prochází, a/nebo se jej dotýkástátní hranicevíce států
- Bodamské jezero